# ألفرد ريدل
ألفرد ريدل (بالألمانية: Alfred Redl) (ولد في لامبيرغ/لفيف في 1864 - مات في فيينا في 1913) هو ضابط في الجيش النمساوي برتبة عقيد، تجسس لصالح الاستخبارات الروسية «أوخرانا» وضلع في أكبر عملية تجسس عرفتها النمسا، إذ تمكن قبيل الحرب العظمى من نقل كافة خطط التعبئة والحشد والهجوم النمساوي على الجبهات الشرقية والجنوبية إلى الروس. انتحر بعيار ناري في الرأس بعد أن اكتشف أمره .

## نشأته وتعليمه
ولد ألفرد ريدل لعائلة موظف في السكك الحديدة النمساوية وضابط سابق في الجيش النمساوي قادم من فيينا ويعمل في مدينة لامبيرغ/لفيف في غاليصيا التي كانت وقتها تتبع دولة النمسا/المجر، وبحكم عيشه في تلك المنطقة المختلطة أجاد رديل اللغات الألمانية والبولندية والأوكرانية. تخرّج في 1883 من المدرسة العسكرية في برون وعمل في فرقة الجيش التاسعة المتموضعة في لامبيرغ. تمكن من دخول الكلية الحربية في فيينا وتخرج منها عام 1892، وهي كلية لا ينجح في عبور مساقاتها التعليمية إلا المتفوقون، بمتوسط 25 ضابطا كل عام، وكان فيها من القلائل غير القادمين من عائلات نبيلة وخريجي الأكاديمية الحربية في فينر نويشتادت. كان ريدل ذا ميول جنسية مثلية لعبت لاحقا دورا مهما في تجنيده لصالح الاستخبارات الروسية.

## عملة في هئية الأركان النمساوية
قبل في 1895 في هيئة الأركان النمساوية وتسلّم في عامه الأول ملف سكك الحديد الاستراتيجية. يعدها أرسلته هيئة الأركان إلى قازان في روسيا لتعلم اللغة الروسية، وتم فرزه لقسم الاستخبارات العسكرية الذي كان يلخص كل المستجدات ذات الأهمية في تقارير ترسل يوميا إلى القيصر فرانس يوزيف. تقدم ريدل بفضل مهاراته العسكرية واللغوية بسرعة في الكادر العسكري وتسلم في عام 1907 إدارة مكتب المعلومات وصار نائب رئيس الاستخبارات العسكرية، ومسؤولا عن مكافحة التجسس، وهذا وضعه في محيط قيادة هيئة الأركان النمساوية الأضيق ومكنه من الاطلاع بدقة على أشد معلومات هيئة الأركان النمساوية حساسية، وسهل له في نفس الوقت التواصل مع الروس دون أن يثير الشبهات. رقي في 1912 إلى رتبة عقيد ونقل في نفس العام إلى براغ لقيادة هيئة أركان الجيش الثامن.

## تجسسه لصالح الاستخبارات الروسية
في عام 1901 أرسل جهاز الشرطة السرية الروسية «أوخرانا» العميل «برات» الذي كان يجيد الألمانية متخفيا كسائح، في مهمة قوامها تجنيد عن مصدر معلومات في رتبة عالية في الجيش النمساوي. عثر برات على ضالته في شخص ألفرد ريدل الذي كان في علاقة جنسية مثلية مع ضابط في فرقة الخيالة الثالثة، حيث تمكن من ابتزازه بالتهديد بفضح هذه العلاقة االتي كان افتضاح أمرها كافيا لتجريد ريدل من رتبه العسكرية وطرده من الجيش. في المقابل قدمت الاستخبارات الروسية إلى ريدل في الأعوام التالية مبالغ مالية مجزية ثمنا للمعلومات التي قدمها.
شملت الخدمات التي قدمها ريدل تسريب استراتيجيات النمسا ونواياها العسكرية واالسياسية، إضافة إلى خطط الجش النمساوي القتالية وتكتيكاته ومناوراته خطط التعبئة العامة والحشد والمواصلات نحو الجبهات الشرقية (روسيا) والجنوبية (صربيا وإيطاليا) والخطط الهجومية على هذه الجبهات، وكشف جزء مهم من الجواسيس النمساويين العاملين في روسيا، وتمرير معلومات استخباراتية مضللة عن أوضاع الجيش الروسي إلى هيئة الأركان وبالتالي إلى القيصر فرانس يوزيف، وتكمن خطورة هذه التسريبات في توقيتها في خضم الأزمة السياسية الأوروبية التي قادت بعد أعوام قليلة إلى الحرب العظمى على هذه الجبهات. وتشير بعض التقديرات إلى أن المعلومات الخاطئة التي مررها ريدل إلى الجيش النمساوي قادت إلى تقديرات خاطئة عن قوة الجيش الروسي الحقيقية ولعبت دورا في قرار القيصر إعلان الحرب، في حين كان الروس والصرب على اطلاع كامل على خطط الهجوم النمساوية أدى إلى خسائر عالية وهزائم تكبدها الجيش النمساوي في جبهات القتال.

## انكشاف أمره وانتحاره
انكشف أمر ريدل بالصدفة إذ عثر في مكتب بريد فيينا على طرد فيه 6000 كرونه نمساوية مرسل إلى شخص يدعى نيكون نيتشه، وهو اسمه المستعار، وعندما عثر على هذا المبلغ في الطرد تحققت الاستخبارات النمساوية مع زميلتها الألمانية من عنوان المرسل الذي اتضح أنه عميل معروف لديها، وبمراقبة المترددين على مكتب البريد اكتشف ريدل يوم 24 أيار/مايو 1913، وحضرت إلى الفندق الذي كان يقيم فيه لجنة ضمت كل من رئيس الاستخبارات العسكرية أوغوست أوربانسكي ونائب رئيس الأركان فرانس هوفر والقاضي العسكري فينتسل فوريليك وتلميذه وخليفته في مكتب الاستخبارات ماكسيميليان رونغه الذي قدم له بعد اعترافه مسدسا لينتحر، وقد انتحر بعدها بساعات بعيار ناري في الرأس.

## تبعات فضيحة ريدل
حاولت الاستخبارات النمساوية، بناءً على أوامر من رئيس أركان الجيش فرانز كونراد فون هوتزيندورف، التكتم على الفضيحة، إلا أن المعلومات تسربت بعد تفتيش شقة ريدل في براغ وبلغت الصحفي إيغون كيش الذي كان يعمل في صحيفة بوهيميا، والذي فضح القضية التي أثارت زوبعة سياسية واجتماعية في دولة النمسا-المجر قبل الحرب العظمى بعام. فإلى جانب صدمة الرأي العام النمساوي بحجم الفساد في الجيش وبعمق الاختراق التجسسي الذي أدى إلى تسرب معلومات في غاية الحساسية، نشبت أزمة ثقة بين القصر وهيئة أركان الجيش بسبب محاولة الأخيرة التكتم على الفضيحةـ حيث لم يعلم القيصر وولي العهد بالأمر إلا من الصحف. كما تعرضت هيئة أركان الجيش واستخباراتها لانتقادات حادة إذ لم تثر لديها الحياة الباذخة التي كان يعيشها ريدل فوق مستواه المادّي أي شكوك، ولسماحها لريدل بالانتحار قبل التحقق من حجم المعلومات التي قدمها إلى الروس، واقترنت الانتقدات بسخرية في الصحافة من ترهل الجيش وكذلك من "ميول" ضباطه الجنسية. سادت الامبراطورية بعد هذه الصدمة حالة هتسيريا من التجسس وانعدمت الثقة كليا داخل صفوف الجيش وصارت الشكوك والمراقبة المتبادلة تحوم في جميع مرافقه. أوروبيًا وقعت هذه الفضيحة في خضم استعدادات الدول الكبرى لمواجهة عسكرية ستنفجر بعد عام، واهتزّ مركز إمبراطورية النمسا العجوز وأضحت محل شفقة وسخرية، سواء أمام حليفها الألماني أو أمام خصومها الروس والفرنسيين. وصف خليفة ريدل في جهاز الاستخبارات العسكرية ماكسميليان رونغه الفترة بين انكشاف ريدل ونشوب الحرب العالمية الأولى بأسوأ أيام حياته".(ص.235-258)